# Laakdal
Laakdal là một đô thị ở tỉnh Antwerp. Đô thị này gồm các thị trấn Eindhout, Veerle, Vorst và Vorst-Meerlaar (cũng gọi là Klein-Vorst). Tại thời điểm ngày 1 tháng 1 năm 2006, Laakdal có dân số 14.951 người. Tổng diện tích là 42,48 km² với mật độ dân số là 352 người trên mỗi km².